# 巴基斯坦人
巴基斯坦人（羅馬化：Pakistani Qaum），是通指現代的巴基斯坦伊斯蘭共和國公民。 
巴基斯坦是一個擁有多個民族和多個語種的國家，其大部分語種在語言學中歸為印度-雅利安語支以及伊朗語支，而其余少數民族主要屬於少數其他語言群體和家庭。根据2017年巴基斯坦人口普查，巴基斯坦的人口大約超過了2.07億，使其成為世界上人口第五多的國家。就海外的巴基斯坦僑民而言，單歐洲就預估有大約240多萬的巴基斯坦人。

## 族裔子群體
巴基斯坦是世界上人口增長速度最快的地方之一，其位於南亞，且其國民可以分為多種不同的族群。主要族群包括有：旁遮普人、普什圖人、信德人、俾路支人、莫哈吉爾人和克什米爾人。
若按照語言區分族群的話，則可以分為：旁遮普人、信德人、沙拉基人、普什圖人、俾路支人和克什米尔人，而在巴國偏遠的北部地區，則有大量的布拉灰人、欣德科人、帕哈里人、希尼亚人、布魯紹人、瓦罕人、巴爾蒂人、奇特拉爾人和其他少數民族。

## 文化
巴基斯坦擁有極其豐富的文化。所有省份都保留著不同的民族文化和習俗。但全國唯一共同的文化與連繫各個民族的驅動力則是伊斯蘭教，其極大程度上塑造了現代巴基斯坦人的價值觀、文化與傳統。巴國文化擁有相當高的背景資料，而巴基斯坦人會穿著其文化與習俗的象徵——沙麗克米茲。

## 語言

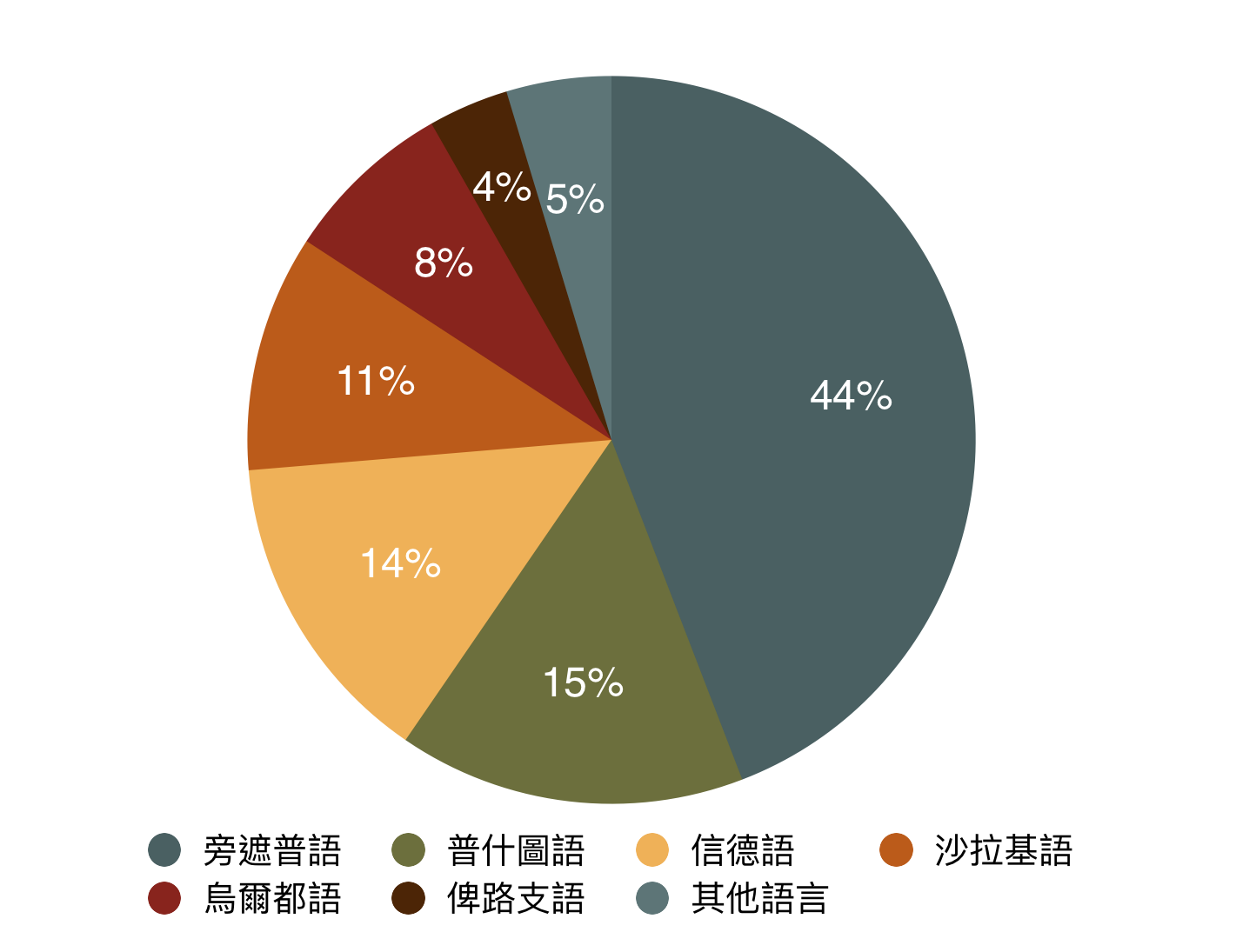
此扇形圖標示了各種族的巴基斯坦人所使用母語佔全國人口的比例

巴基斯坦人使用的主要語言是旁遮普语、普什图语和烏爾都語。其次是俾路支语、克什米爾語、薩賴奇語和信德语。
烏爾都語是巴基斯坦的主要語言。當時政府選擇非本土原生的烏爾都語作為統一的象徵，並將其作為通用語言，以免於任何巴基斯坦國土上的原生語言優先或凌駕於其他語種。
烏爾都語在國民群體中主要是作為第二語言學習的；巴基斯坦近93％的人口會烏爾都語以外的自身母語，對於巴基斯坦人而言，烏爾都語是第一語言、第二語言，或有時是第三語言。許多地區和省級語言被組成該國的民族語言群體作為第一語言使用，旁遮普語有多個母語人口，佔總人口的45％。英語仍然是巴基斯坦的官方語言。

## 宗教
巴基斯坦最大的宗教是伊斯蘭教，其也是巴基斯坦的主要宗教。其他宗教團體則包括有：瑣羅亞斯德教（即拜火教）、佛教、印度教、卡拉什信仰和基督宗教。
巴基斯坦百分之95的人口是穆斯林（遜尼派佔多數），2％的人是印度教徒，2％的人是基督徒，不到1％的人是瑣羅亞斯德教徒、卡拉什教徒、巴哈伊信仰者和錫克教徒。無宗教信仰以及無神論者則少於2％，而僅有1％的人是阿赫邁底亞信仰者。

## 海外僑民
由於移民的因素影響，世界各地都有大量巴基斯坦僑民。巴基斯坦人在國外的人口數預估超過七百萬，其中大部分在中東、北美、歐洲、亞太和澳大利亞等地。在德國，有大量巴基斯坦裔的「尋求庇護者」，其出於經濟原因選擇遷移，而相關人員會被遣送回巴基斯坦。

### 香港
2002年2月至10月，香港理工大學應用社會科學系社會政策研究中心，與聖公會麥理浩夫人中心組織了一次雪球抽樣的研究調查，研究共聘請了五位巴基斯坦人擔任問卷調查員，並進行問卷調查及小組討論。研究調查發現，絕大多數居住在葵涌、荃灣和青衣地區的勞工階層巴基斯坦成年人，近半數受訪者(52.5%)視香港為家，但不享受跟香港人相處。
在社會生活方面，絕大部份受訪者都完全不懂讀寫中文，但對自己母語及英文較有信心；而且表示自己閒日會留在家中休息，而日常只會跟巴基斯坦人交往，並表示與香港人交友存在困難。其族群整體來說極少會運用社區資源，而幾乎所有的被訪者（97%）都沒有修讀兼讀課程，且只有少數人領取綜援金。在工作方面，6成受訪者是全職人士，而其中大部份都是非技術工人，許多受訪者表示自己工時長，又沒有享受到法定勞工假期。絕大部份受訪者是透過親人朋友取得工作，又面對著不懂廣東話或中文而導致的工作上的種種困難。即使是擁有高學歷的人士也不一定會獲聘用機會，平均需用三個月時間來找工作。在子女教育資源方面，65名受訪家長當中約3成認為自己的子女升學遇到困難，學校缺乏種族文化差異的敏感度，又在子女學習中文有困難，卻缺乏學習支援。

## 其他條目
- 巴基斯坦的民族群體（英语：Ethnic groups in Pakistan）

### 引用
1. ↑  . United States Census Bureau.   [2019-03-22]. （原始内容存档于2015-11-17）.
2. ↑  . Office for National Statistics. 2013-10-11  [2015-02-28]. （原始内容存档于2013-10-21）.
3. ↑  Data Access and Dissemination Systems (DADS). .   [2015-03-17]. （原始内容存档于2014-12-18）.
4. ↑  Canada, Government of Canada, Statistics. . 12.statcan.ca.   [2017-12-11]. （原始内容存档于2016-08-26）.
5. ↑  Al-Qarari, Hussein. . Kuwait Times. 2009-03-29  [2012-04-14]. （原始内容存档于2011-06-17）.
6. ↑  , , Pakistan: Ministry of Foreign Affairs, 2004  [2008-11-18], （原始内容存档于2007-10-19）
7. ↑  Husain, Irfan. . Dawn (Pakistan). 2002-11-09  [2008-11-18]. （原始内容存档于2008-10-11）.
8. ↑  . bq magazine. 2013-12  [2014-12-15]. （原始内容存档于2013-12-22）.
9. ↑  . ine.es.   [2019-03-22]. （原始内容存档于2017-05-25）.
10. ↑  출입국·외국인정책본부. . Immigration.go.kr.   [2017-12-11]. （原始内容存档于2018-12-19）.
11. ↑  . www.statistikbanken.dk.   [2019-03-22]. （原始内容存档于2018-08-31）.
12. ↑  Dawn.com. . DAWN.COM. 2017-08-28  [2017-09-01]. （原始内容存档于2017-09-01） （英语）.
13. ↑  . tribune.com.pk.   [2019-03-21]. （原始内容存档于2018-07-04）.
14. 1 2  Pagani, Luca; Colonna, Vincenza; Tyler-Smith, Chris; Ayub, Qasim. . Man in India. 2017, 97 (1): 267–278  [2019-03-22]. ISSN 0025-1569. PMC 5378296 . PMID 28381901. （原始内容存档于2020-11-11）.
15. ↑  Saito, Mamiko; Kantor, Paula. . . British Academy. 2010-08-05. ISBN 9780197264591.
16. ↑  Mattoo, Mohammad Iqbal; Thoker, Aashiq Ahmad. . Indian Journal of Applied Research. 2011-10-01, 4 (1): 175–179. ISSN 2249-555X. doi:10.15373/2249555x/jan2014/54.
17. ↑  Farooq, Muhammad U. .   [2019-03-22]. （原始内容存档于2016-03-12） （英语）.
18. ↑  Asher, R. E.; Moseley, Christopher. . Routledge. 2018-04-19. ISBN 9781317851080 （英语）.
19. ↑  Azhar, Izhar Ahmad Khan. . kassel university press GmbH. 2008. ISBN 9783899583663 （英语）.
20. ↑  Kausar, Robina; Sarwar, Muhammad; Shabbir, Muhammad.  (PDF). International Journal of Innovation and Research in Educational Sciences.   [2019-03-22]. ISSN 2349-5219. （原始内容存档 (PDF)于2022-06-21） （英语）.
21. ↑  . ResearchGate.   [2019-03-22]. （原始内容存档于2019-08-02） （英语）.
22. ↑  Wright, Theodore P. . Comparative Politics. 1991-04, 23 (3): 299. ISSN 0010-4159. doi:10.2307/422088.
23. 1 2  . BBC NEWS. 2018-10-30  [2019-03-22]. （原始内容存档于2019-02-08） （英国英语）.
24. 1 2  Home Office - COI Service. . dx.doi.org. 2013-08-09.
25. ↑  United Nations Department of Economic and Social Affairs.  (PDF). Economy & Social Affairs. 2017  [2019-03-22]. ISBN 978-92-1-151554-1. （原始内容存档 (PDF)于2019-01-23）.
26. ↑  . www.geo.tv.   [2019-03-22]. （原始内容存档于2022-04-05） （美国英语）.
27. 1 2  1968-, Ku, Hok Bun,. . Centre for Social Policy Studies, Dept. of Applied Social Sciences, The Hong Kong Polytechnic University. 2003. ISBN 9623673779. OCLC 52553100.

### 書籍
- Bolognani, Marta; Lyon, Stephen M. . . New York: Palgrave Macmillan US. 2011: 239–255. ISBN 9781349293513.
- Eglar, Zekiya. . Oxford University Press. 2010. ISBN 9780195477238. OCLC 619081994.
- Fischer, Michael D. . . London: Palgrave Macmillan UK. 1991: 97–123. ISBN 9781349114030.
- KALRA, VIRINDER S.  (PDF). Oxford University Press. : 425  [2019-03-22]. （原始内容存档 (PDF)于2020-08-21）.
- Lukacs, John R. . Plenum Press. 1984. OCLC 943853295.

### 期刊
- Awan, Shehzadi Zamurrad. . Journal of International Women's Studies. 2016, 18 (1): 208+  [2019-03-22]. （原始内容存档于2018-08-26）.
- Bolognani, Marta (编). . 2011. doi:10.1057/9780230119079.
- Callard, Keith; Eglar, Zekiye. . Pacific Affairs. 1961, 34 (3): 318. ISSN 0030-851X. doi:10.2307/2753386.
- Clegg, E. J.; Lukacs, John R. . Man. 1986-03, 21 (1): 141. ISSN 0025-1496. doi:10.2307/2802656.
- MARSDEN, MAGNUS. . Anthropology Today. 2005-02, 21 (1): 10–15. ISSN 0268-540X. doi:10.1111/j.0268-540x.2005.00324.x.
- Mughal, Muhammad Aurang Zeb. . Asian Anthropology. 2015-05-04, 14 (2): 166–181. ISSN 1683-478X. doi:10.1080/1683478x.2015.1055543.
- RAUF, ABDUR. . Journal of Comparative Family Studies. 1987, 18 (3): 403–415  [2019-03-22]. ISSN 0047-2328. （原始内容存档于2022-04-05）.
- Roy, Anjali Gera. . South Asian Diaspora. 2010-09, 2 (2): 233–235. ISSN 1943-8192. doi:10.1080/19438192.2010.491304.